# T100-bus
Een T100-bus (afkorting voor Tempo-100-bus) is een autobus die krachtens vermelding op het Nederlands kentekenbewijs maximaal 100 km/h mag rijden (in plaats van 80 km/h). Artikel 22a van het Reglement verkeersregels en verkeerstekens (RVV) 1990 vermeldt T100-bussen met maximumsnelheid van 100 km/h.
Een buitenlandse autobus met een geldige Duitse tempo-100-vergunning mag in Nederland eveneens maximaal 100 km/h rijden.
Voor deze afwijkende maximumsnelheid gelden een aantal voorwaarden zoals: geen staanplaatsen, autogordels op alle zitplaatsen, snelheid begrensd op 100 km/h. Het openbaar vervoer voldoet niet altijd aan deze voorwaarden. Voorbeelden van busroutes waar de bussen wel 100 km/h mogen rijden zijn de Qliners van Arriva tussen Groningen en Emmeloord, de Brabantliners (eveneens van Arriva), R-net lijn 346 van Connexxion (waar dubbeldekkers worden ingezet) en de snelBuzzen van Qbuzz.
De aanvulling wordt op verzoek op het kentekenbewijs geplaatst na overlegging van een keuringsbewijs van de RDW of van een geldige Duitse tempo-100-vergunning. In de praktijk worden Nederlandse bussen in Duitsland ter keuring aangeboden, omdat aldus met één keuring kan worden volstaan.

## Tempo-100 in Duitsland
In Duitsland bestaat al jaren een tempo-100-vergunning voor autobussen (zonder aanhangwagen) op de Duitse Autobahn. De vergunning is 3 jaar geldig, daarna moet de bus opnieuw worden gekeurd. Van deze vergunning mag alleen gebruik worden gemaakt bij gunstige omstandigheden wat betreft: de weg, het verkeer, het zicht en de weersomstandigheden.

## Trivia
Ook een Nederlandse bus met Duitse tempo-100-vergunning mag in Nederland krachtens jurisprudentie 100 km/h rijden. Dit is echter niet zo praktisch:
- De Duitse tempo-100-vergunning verloopt na 3 jaar.
- Bekeuringen moeten telkens worden aangevochten met een beroepschrift.